# Frank Dukowski
Frank Dukowski (Geburts- und Künstlername, heute nach Heirat: Frank Schäfer; * 20. August 1967 in Wuppertal) ist ein deutscher Schauspieler und Autor. 

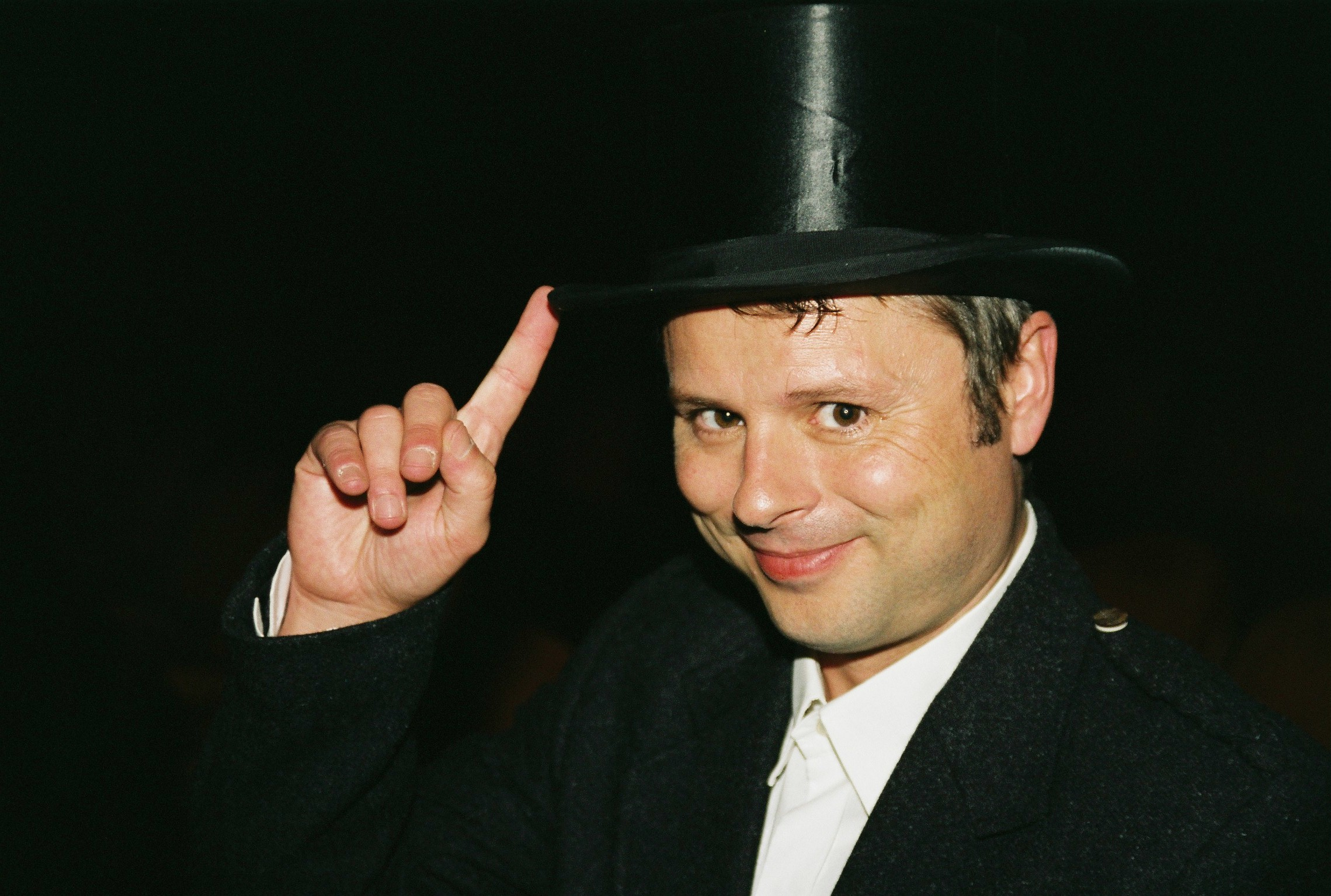
Frank Dukowski

## Leben
Frank Dukowski ist das jüngste von fünf Kindern. Sein Vater war Waldfacharbeiter, später Maschinenschlosser, seine Mutter gelernte Schirmnäherin und später Arbeiterin in einer Feuerwerksfabrik. Er wuchs in Remscheid auf und besuchte dort die Hauptschule und das Gertrud-Bäumer-Gymnasium. Nach dem Abitur verweigerte er den Dienst an der Waffe und verrichtete seinen Zivildienst in einer Nervenklinik. Parallel begann Frank Dukowski ein Studium der Theater-, Film- und Fernsehwissenschaften an der Ruhr-Universität Bochum. Er war Mitbegründer der Comedy-Gruppe „Hootons Wilde Komödianten“, wurde Mitglied des ambitionierten Ensembles Remscheid sowie des Theater- und Kunstkollektivs „Brot und Spiele“, dessen provokante Kurzfilme mehrfach preisgekrönt wurden. Seine erste Regiearbeit „Kain“ von Friedrich Koffka entstand ebenfalls zu dieser Zeit, er wurde zu einer kleineren Tournee durch Neuengland (USA) eingeladen. Dukowski bekam Schauspielunterricht an der Kunstschule Remscheid unter Charles Wesseler, an der Ruhr-Universität Bochum sowie an der Bigger Light School For Actors (Monterey, Mass./USA). Seine ersten Theaterengagements am Schauspiel Bonn, unter anderem an der Seite von ChrisTine Urspruch, und erste Fernsehauftritte bewogen ihn, das Studium abzubrechen und sich ganz der Schauspielerei zu widmen. Frank Dukowski lebt seit 2001 (mit Unterbrechungen) in Berlin, ist zum zweiten Mal verheiratet und hat einen Sohn (* 2011).

## Beruflicher Werdegang
Frank Dukowskis Theaterkarriere ist von Extremerfahrungen geprägt: Er stand rund dreihundertmal als Max Drögel in dem Stück Wilder Panther Keks für das D.a.S. Theater (Köln) vor einem jugendlichen Publikum auf der Bühne. Andererseits spielte er mit dem Ensemble Freuynde + Gaesdte an äußerst ungewöhnlichen Orten, etwa in einem historischen Verlies, in einem Baum oder in einem großen Wasserbassin mitten in einer Kirche. Dukowskis Theaterrollen umspannen den verbitterten Kapitän Ahab in einer Melville-Adaption, Franz und Karl Moor (als Doppelrolle) in SchillersRäuber, den historischen Zauberkünstler Alexander Heimbürger, eine etwas trottelige Mina Harker in Bram Stokers Dracula und einen umso klügeren Dr. Watson in Sir Arthur Conan Doyles Hund von Baskerville. Für das Theater Comédie Soleil inszenierte und spielte er 2014 Shakespeares Hamlet in einer Hüpfburg. Im Frühjahr 2018 spielt Dukowski dort in einer Inszenierung von Julian Tyrasa den Winston Smith in Orwells 1984.
Im Fernsehen war Frank Dukowski in Comedy-Produktionen unter anderen mit Bastian Pastewka, Markus Maria Profitlich und Kaya Yanar, aber auch in Die Wache, Balko und im Tatort (Köln) zu sehen sowie in der Rolle Jens Fricke an der Seite von Janine Kunze in Frech wie Janine. Im Kino sah man ihn in Der Krieger und die Kaiserin (2000) und in Hauptrollen wie in der Ensemblekomödie Harts 5 (2013). Seit 2010 bringt Frank Dukowski zusammen mit dem Pindakaas Saxophon Quartett das musikalisch-literarische Programm Ballads of Good Life mit Musik von Kurt Weill und Astor Piazzolla sowie Texten von Mann, Kafka, Tucholsky, Kästner und anderen auf die Bühne.
Frank Dukowski engagiert sich auch als Schauspieler und Autor im Bereich Kindermusiktheater. Hier sind die Produktionen Die zauberhafte Welt des Herrn Alexander (2011, Regie: Bart Hogenboom) und Die verflixte Dimensionsmaschine des Dr. Bammel (2012) zu nennen. 2013 startete eine Bühnenadaption des Kunstmärchens Nussknacker und Mausekönig von E. T. A. Hoffmann, mit der Musik von Peter Tschaikowski unter Mitwirkung des Pindakaas Saxophon Quartetts. 2016 feierte das Musikmärchen Alla Turca nach einer Geschichte von Thomas Philipzen Premiere. Frank Dukowski spielt hier den Dirigenten Franz von Stock, mit ihm auf der Bühne stehen Marcell Kaiser als Flaschengeist Flizmed und wieder das Pindakaas Saxophon Quartett.

## Preise und Referenzen
- 1994: Deutscher Jugendvideopreis 1994 „Remscheider Puppenkiste“ mit Brot und Spiele[2]
- 1994: Werkstatt der jungen Filmer (heute Werkstatt der Jungen Filmszene)
- 2001: Teilnahme an den 11. Internationalen Schillertagen am Nationaltheater Mannheim mit Don Carlos (Schauspiel Bonn)
- 2009: Teilnahme am Filmfestival Max-Ophyls-Preis 2009 mit dem Film Amateure[3]
- 2011: Teilnahme am Kurt Weill Fest Dessau

## Filmografie (Auswahl)
- 1995 Die Wache (TV)
- 1996–99 T.V. Kaiser (TV)
- 1999 Zechenblues (TV-Serie)
- 1999 Independent (Kurzspielfilm)
- 2000 Der Krieger und die Kaiserin
- 2000 Die Gefesselten (TV-Film)
- 2001 Die Mutter meines Mannes (TV-Film)
- 2003 Tatort – Bermuda
- 2003 Gamajavrij (Dokumentarfilm)
- 2004 Frech wie Janine (TV-Serie)
- 2004 Inspektor Rolle – Herz in Not (TV-Film)
- 2006 Pastewka (TV-Comedy)
- 2008 Der Schwarze Afghane (Kurzfilm)
- 2009 Amateure
- 2013 HARTs 5 – Geld ist nicht alles (Kinofilm, Hauptrolle)
- 2013 Das Lehrerzimmer (Sitcom-Pilotfolge)
- 2015 Die Schneekönigin (Kinofilm)

## Theaterarbeiten
Frank Dukowski wirkte in zahlreichen Produktionen der freien Theaterszene mit, u. a. spielte er bei Brot und Spiele, froebel f aus Münster und der Bigger Light Theater Company (Mass./USA). Wichtige Hauptrollen übernahm er für das Schauspiel Bonn und das D.a.S. Theater Köln sowie die Theatercompagnie Freuynde + Gaesdte aus Münster. Viermal spielte er die Hauptrolle in Musiktheaterproduktionen des Pindakaas Saxophon Quartetts, Hauptrollen übernahm er seit 2013 auch für die Comédie Soleil aus Werder, wo er 2015 W. Shakespeares „Hamlet“ für drei Darsteller bearbeitete, in der Titelrolle darstellte und in einer Hüpfburg inszenierte.

## Regiearbeiten
- Ensemble Remscheid: Kain von Friedrich Koffka
- Freuynde + Gaesdte Theaterproduktionen:
  - Hauser K (Collage mit Dokumenten zum Fall Kaspar Hauser)
  - Die Farbe des Pols (von Zeha Schröder)
  - Chimären (H. G. Wells Adaption von Zeha Schröder)
- Comèdie Soleil: „HAMLET Prinz von der Hüpfburg“

## Schriftenverzeichnis als Autor
- Theaterstücke, u. a.:
  - Italienisch für Japaner
  - Die verflixte Dimensionsmaschine des Dr Bammel
- Gedichtveröffentlichungen, u. a. in:
  - Versnetze, Verlag Ralf Liebe (2008), ISBN 3-935221-86-X
  - Literaturzeitschrift Luftdurchlässig (2010), ISSN 1862-9857
- Makabere Geschichten (verfasst für das Stirnhirnhinterzimmer)
- Novelle: Vor dem Pilzgericht, Verlag Das Beben (2013)